# 布屈·卡西迪
羅伯特·勒羅伊·帕克（英語：Robert Leroy Parker，1866年4月13日—1908年11月7日？），綽號布屈·卡西迪（英語：Butch Cassidy），是美國舊西部時代著名的火車搶匪與銀行搶匪，也是布屈·卡西迪幫的領導者。
在幾年的犯罪生涯後，因為受到平克頓偵探社的追捕，他與他的同伴，綽號日舞小子的哈利·阿朗佐·隆格巴，以及隆格巴的妻子艾塔·普萊斯，先逃亡到阿根廷，之後又轉到玻利維亞。據說他與日舞小子死於1908年的槍戰之中，但也有說法認為他倖免於難後回到美國。

## 早年
羅伯特·勒羅伊·帕克在美國猶他領地比弗郡出生，父親是馬克西米連·帕克（Maximilian Parker），母親是安·坎貝爾·吉利斯（Ann Campbell Gillies）。

## 逃往南美洲
由查理·西林哥所率領的平克頓偵探社的偵探們追捕了布屈·卡西迪幫數年。為了躲避風頭，布屈·卡西迪決定和日舞小子與其妻艾塔·普萊斯一同離開美國，三人於1901年2月20日搭上英國船艦「Herminius」前往阿根廷布宜諾斯艾利斯。當時卡西迪所使用的假身分是普萊斯的虛構兄弟詹姆斯·萊恩（James Ryan）。之後，三人在阿根廷丘布特省的小鎮喬利拉附近買了一間牧場，同時買下的還包括了鄰近15,000英畝（61平方公里）的土地開發權，以及一間位於布蘭科河（Blanco River）東岸的小木屋，其有四個房間。
在阿根廷的生活過了數年，平克頓偵探社再度追蹤到卡西迪等人的位置，於是他們於1905年5月1日賣掉了牧場，準備跑路。當地的行政首長胡利奧·雷剎拿（Julio Lezana）發布了通緝令，但在其生效之前，卡西迪的一名威爾斯裔阿根廷人朋友，警長愛德華·漢弗萊斯（Edward Humphreys）打電話向三人示警，於是這三人向北逃向聖卡洛斯-德巴里洛切，並在那坐船跨越納韋爾瓦皮湖，進入智利。不過在那年年底，他們又回到了阿根廷。12月19日，三人和一位不知名的男性合夥搶劫梅塞德斯鎮的一間銀行。在武裝執法者們的追擊之下，他們跨越彭巴草原和安地斯山脈並再度回到了智利。
據說艾塔·普萊斯厭倦了長期以來四處奔波的生活，並對他們所失去的牧場感到相當惋惜。應她的要求，1906年6月30日，日舞小子將其妻艾塔·普萊斯從智利瓦爾帕萊索帶到美國舊金山。卡西迪使用假名詹姆斯·「聖地牙哥」·馬克士威（James "Santiago" Maxwell），在玻利維亞聖維拉克魯茲（Santa Vera Cruz）的協和錫礦場（Concordia Tin Mine）得到了一份「正直」的工作，日舞小子送完妻子回來後也加入了這份工作。兩人的主要職責是保護公司的薪資。
兩人曾於1907年末前往聖克魯斯，這是玻利維亞東部大草原上的一個邊境小鎮。他們仍希望在此安頓下來，並成為體面的牧場主人。

## 死亡
1908年11月3日，一名信差在玻利維亞聖比森特州附近被兩名蒙面美國強盜襲擊，當時他正為一家名叫「阿拉馬優·法蘭科與西亞」（Aramayo Franke y Cia）的銀礦公司運送薪資，價值約15000玻利維亞比索。這兩名蒙面強盜被認為就是布屈·卡西迪和日舞小子。兩名強盜接著便前往採礦小鎮聖比森特，暫住在礦工博尼法喬·卡薩索拉（Bonifacio Casasola）所擁有的一間寄宿住房中。由於這兩名旅客擁有一頭鑲有阿拉馬優公司商標的騾子，卡薩索拉開始懷疑起他們，並通知了附近的一位電報員，電報員又將這個消息通知給駐紮在附近的阿瓦羅亞（Abaroa）騎兵隊。在隊長胡斯托·P·孔查（Justo P. Concha）的指示下，騎兵隊派出三名士兵查探，同時還通知了當地政府。
11月6日傍晚，市長、一部分官員和騎兵隊的三名士兵包圍了屋子。強盜們開火射殺一名士兵，又射傷了另一名，雙方槍戰隨即開打。槍戰期間，市長聽到屋內傳來三聲慘叫，緊接著從屋內射出連續兩發子彈。在雙方暫時停止交火的清晨兩點左右，警察和士兵們聽到屋內傳來一名男子慘叫的聲音。他們聽到屋內傳來一聲槍響，慘叫聲隨即停止，幾分鐘後他們又聽到了另一聲槍響。隔天早上，士兵們衝入屋內並在那發現了兩具屍體，兩具屍體的手臂和腿部皆有許多槍傷，其中一人（後來被認為是日舞小子）的前額和另一人（後來被認為是卡西迪）的太陽穴各有一處槍傷。警察從屍體的位置推斷其中一人（卡西迪）開槍殺害了受到致命傷的同伴（日舞小子），好終止他的痛苦，接著再用最後一發子彈自殺。圖皮薩警方經過調查後得出結論，兩人就是搶劫了信差的強盜，但玻利維亞當局無法準確辨識出兩人的身分。兩具屍體被埋在聖比森特公墓（San Vicente cemetery）中，緊鄰德裔礦工古斯塔夫·季默（Gustav Zimmer）被埋葬的位置。美國法醫人類學家克萊德·史諾與他的研究團隊曾於1991年試圖找出兩人的墳墓，但在遺骸中卻未能找出和卡西迪與日舞小子的親戚相匹配的DNA。
有些說法認為卡西迪與日舞小子其中一人（或兩人皆）沒死，最後還回到了美國。

## 外部連結
- 维基共享资源上的相關多媒體資源：布屈·卡西迪
- 在Find a Grave上的Robert Leroy "Butch Cassidy" Parker
- Butch Cassidy's Surrender Offer article by Richard Patterson
- In Search Of..Butch Cassidy （页面存档备份，存于） hosted by Leonard Nimoy